# Parada (Kuršumlija)
Pour les articles homonymes, voir Parada.
Parada (en serbe cyrillique : Парада) est un village de Serbie situé dans la municipalité de Kuršumlija, district de Toplica. Au recensement de 2011, il comptait 5 habitants.

## Démographie
| 1948 | 1953 | 1961 | 1971 | 1981 | 1991 | 2002 | 2011 |
| ---- | ---- | ---- | ---- | ---- | ---- | ---- | ---- |
| 140  | 149  | 159  | 131  | 47   | 28   | 16   | 5    |

|  |